# Court of piepowders

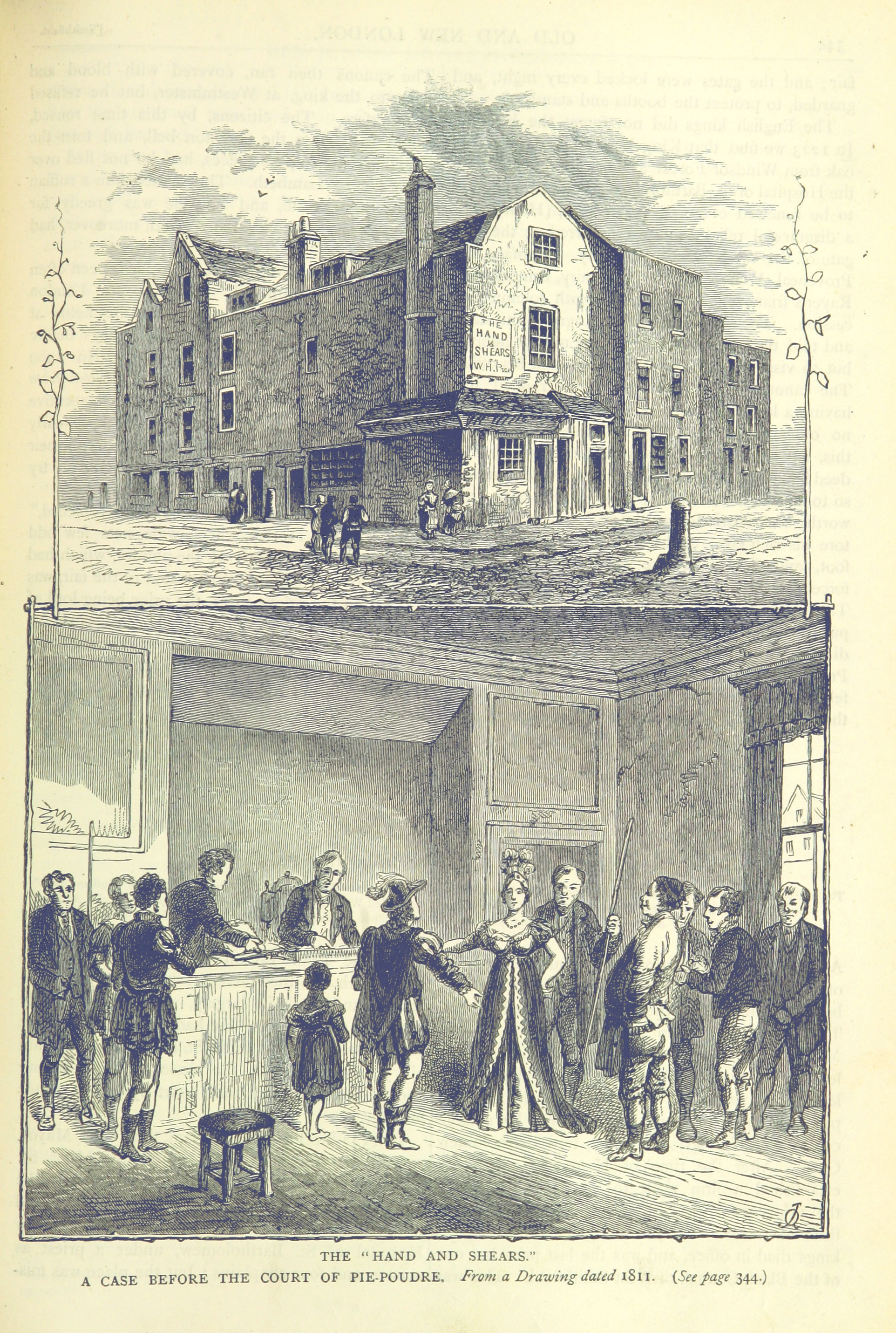
Un caso portato davanti alla court of piepowders durante la fiera di Bartolomeo; raffigurazione risalente al 1811

Le Court of piepowders furono dei tribunali speciali, presenti in Inghilterra, che generalmente venivano istituiti in occasione di una fiera o di un mercato. A queste corti era conferita la giurisdizione riguardo a quello che avveniva durante l'evento, comprese le controversie tra i commercianti, i furti e gli atti di violenza. Nel Medioevo vi erano alcune centinaia di queste corti e un piccolo numero ha continuato ad esistere anche in età moderna. I Commentaries on the Laws of England di Sir William Blackstone pubblicati nel 1768 li descrissero come «la più bassa, e allo stesso tempo la più rapida, corte di giustizia conosciuta dalla legge d'Inghilterra».